# Ruscus hyrcanus
Ruscus hyrcanus là một loài thực vật có hoa trong họ Măng tây. Loài này được Woronow miêu tả khoa học đầu tiên năm 1907.